# Carfogn
Il Carfogn (in ladino-veneto karfóñ) è un dolce tipico della valle del Biois in Agordino nella provincia di Belluno Dolomiti.
Viene preparato come dei piccoli Crostoli (quindi con farina di grano, uova, zucchero e fritti nell'olio) ma ripieni di un composto di semi di papavero macinato fino, di marmellata di frutta o cioccolato o miele e con l'aggiunta di grappa in parti variabili a seconda della ricetta. In altri villaggi o località variano ad esempio con l'aggiunta di biscotti macinati o di altri ingredienti.
Anticamente era molto difficile che si usasse il cioccolato visto che in montagna non era facile da reperire ed era anche costoso, quindi per lo più si usava della marmellata di frutta o semplicemente con del miele e in mancanza del papavero alcuni ci mettevano i fichi secchi macinati.
Il dolcetto prende il nome dall'omonima frazione di Carfon nel comune di Canale d'Agordo.

## Etimologia della parola
Il nome non ha altre varianti oltre la zona originaria della Valle del Biois (Falcade, Canale d'Agordo, Vallada Agordina). Troviamo altri nomi che gli assomigliano all'interno dell'agordino ma sono dei prodotti totalmente differenti.